# Acquisizione dei verbi frasali nella lingua inglese
L'acquisizione dei verbi frasali in inglese (o apprendimento dei verbi frasali nella lingua inglese) è uno degli ambiti di ricerca dell'acquisizione della lingua inglese ed è focalizzato sui verbi frasali, noti anche come verbi sintagmatici. Secondo i descrittori ampliati del CEFR, siccome la lettura libera volontaria senza troppi intoppi equivale al B2, la conoscenza di tutti verbi frasali più diffusi nei loro significati più usuali si può  classificare come un argomento linguistico di livello B2.
Questo ambito di studio in linguistica applicata è affiancato all'acquisizione della pronuncia, morfologia e preposizioni, sintassi, ortografia e idiomi nella stessa lingua straniera (L2) oltre alla generica acquisizione del vocabolario.
Questo ambito di ricerca riguarda anche l'acquisizione dell'inglese come lingua nativa/materna (L1).

## I verbi frasali
I verbi frasali (phrasal verbs, PVs) sono una componente del vocabolario della lingua inglese, insieme alle singole parole e agli idiomi. Nella lingua inglese, occupano 1/3 del vocabolario (Li, Zhang, Niu et al., 2003); in totale, si contano 3000 verbi frasali in inglese, di cui 700 di uso quotidiano (Bywater, 1969; McArthur e Atkins, 1974; Cornell, 1985). Secondo un'altra stima più aggiornata di McCarthy e O'Dell (2004), in inglese si contano oltre 5000 verbi frasali, anche se quelli più diffusi in assoluto secondo la PHaVE List sono solo 150 (Garnier e Schmitt, 2015). Il loro numero totale comunque è in continua crescita a causa dei neologismi, per cui i verbi frasali sono una categoria lessicale tuttora produttiva. Sono presenti anche in altre lingue germaniche, come il tedesco, l'olandese e le lingue scandinave; in misura più limitata, sono presenti anche in alcune lingue romanze. I verbi frasali sono composti da un verbo a cui si lega una preposizione o particella avverbiale che è invariabile morfologicamente e separabile, per cui in mezzo ai due elementi si inserisce un oggetto diretto; in alcuni casi, le particelle avverbiali sono due (e.g., get on with, look forward to). Tuttavia, non esiste un consenso tra linguisti sulla definizione esatta di verbo frasale siccome alcuni linguisti li descrivono come un verbo seguito sempre e solo da una particella avverbiale. Non tutti i verbi frasali sono separabili.
Siccome i verbi frasali sono vocaboli composti da più parole, sono detti "sequenze formulaiche" o "espressioni multi-parola" (Multi-Word Expressions, MWE); Nattinger (1980) chiama simili espressioni "poliparole" (polywords) e Ushigusa (2008) le chiama "multiparole" (multiwords). Svariati verbi frasali sono diffusi in inglese fin dai livelli più elementari (e.g., "stand up, sit down"), ma una conoscenza molto approfondita dei verbi frasali appartiene al livello intermedio e avanzato; in generale, anche il livello di conoscenza delle altre espressioni multi-parola sono un indicatore di un livello di conoscenze e competenze in lingua inglese alto e vicino ai nativi. Tali vocaboli entrano a fare parte del vocabolario attivo/produttivo/espressivo dell'inglese se sono usati attivamente nell'output (scritto o orale), mentre entrano a fare parte del vocabolario passivo se sono riconosciuti all'interno dell'input (scritto o orale) pure se non sono mai usati; nel caso dell'uso, è necessario anche un uso corretto.

## Acquisizione dei verbi frasali in inglese

### L'acquisizione nell'inglese L2
I discenti di inglese L2, quando sono ancora principianti, tendenzialmente utilizzano strategie evitanti nel momento in cui incorrono nei verbi frasali, per cui optano per dei sinonimi formati da una sola parola; i primi studi sulle strategie di evitamento dei verbi frasali da parte dei discenti di inglese L2 risalgono a Dagut e Laufer (1985). Le strategie evitanti sono usate anche nella propria lingua nativa (L1) in presenza per esempio di costrutti difficili. I sinonimi (sovra)utilizzati al posto dei verbi frasali sono parole tendenzialmente più formali e dunque adatti a un contesto più formale, per cui il discente in un contesto informale può sembrare un po' scostante, presuntuoso e autoritario (stand-offish, coinceited, authoritative) oppure formale e tecnico (formal and technical). La tendenza a non usare i sinonimi dei verbi frasali non si nota in modo marcato in lingua tedesca, che in partenza ha i verbi frasali. Inoltre, il coreano ha in partenza una struttura simile ai verbi frasali, cioè i verbi seriali (serial verbs), per cui i coreani riescono a usare alcuni verbi frasali, ma non tutti. Il cinese ha pure due costrutti simili, i verbi risultativi (che formano a loro volta il complemento risultativo) e i verbi direzionali (che formano a loro volta il complemento direzionale), ma anche i discenti cinesi di livello intermedio e in parte anche quelli di livello avanzato mostrano un comportamento evitante nei confronti di gran parte dei verbi risultativi. Inoltre, in cinese il complemento risultativo e il complemento direzionale sono dei costrutti inseparabili, contrariamente all'inglese, per cui la sintassi funziona diversamente. Anche i discenti thailandesi di livello intermedio, i discenti arabofoni e i discenti catalani di livello C1 secondo il CEFR mostrano fenomeni di evitamento nei confronti dei verbi frasali; per la precisione, i 17 discenti catalani di inglese C1 hanno selezionato 244 verbi singoli (60% circa) e 176 verbi frasali (40% circa). Tuttavia, lo studio sui discenti catalani presenta il limite di avere testato i discenti solo in forma scritta e non in forma orale, inoltre il campione di studenti presi in esame è limitato.
La strategia evitante deriva da un'interferenza con la propria L1 (lingua madre/nativa): infatti, i verbi frasali spesso non sono presenti o sono presenti in misura marginale; di contro, sono presenti verbi singoli, dunque mancano le sequenze formulaiche come controparte. Addirittura, i discenti in un test a scelta multipla in cui sono presenti sia un verbo frasale che la sua controparte come verbo singolo, segnerebbero la seconda come alternativa più corretta secondo loro. Inoltre i discenti potrebbero non identificare un verbo frasale in una frase, per cui credono che il verbo e la preposizione non formano un'unità lessicale ma sono due elementi separati. Come secondo fenomeno, i discenti sceglierebbero intenzionalmente di memorizzare nel vocabolario attivo/produttivo/espressivo e usare attivamente un comune verbo rispetto al corrispettivo verbo frasale. Un controesempio è in olandese, siccome i discenti olandesi di livello avanzato secondo uno studio evitano di usare alcuni verbi frasali in inglese che hanno un corrispettivo in L1; in altre parole, la mancanza di contrasto tra L1 e L2 li scoraggia a usare alcuni verbi frasali che suonano troppo olandesi. La ragione di fondo di questo controesempio è il timore di fare un errore di interferenza con L1 (Jordens e Kellerman, 1981; Kellerman, 1977), timore del tutto infondato. Pertanto, paradossalmente non tutto ciò che è trasferibile da una L1 a una L2 tramite transfer positivo è nei fatti trasferibile. Ad esempio, i costrutti in L1 che sono ritenuti opachi, irregolari e rari dal discente di L2 possono non essere trasferiti in L2 con trasfer positivo, se trasferibili (Kellerman, 1983).
Inoltre, i verbi frasali più difficili sono già in partenza dei vocaboli più difficili da capire e da ricordare, per cui la causa dell'evitamento non è una differenza strutturale interlinguistica tra L1 e L2, ma è una causa semantica/legata al significato: a volte, il loro significato è letterale e privo di particolari ambiguità o è completivo (e.g., take away, burn down), mentre altre volte il significato è più opaco, idiomatico e figurato (e.g., face off, play down) e crea maggiori problemi. La classificazione di Armstrong dei verbi frasali si divide in tre tipi: direzionali (traducibili letteralmente siccome sia il verbo che la particella avverbiale hanno significato letterale), aspettuali (solo la parte verbale ha significato letterale, per cui sono parzialmente opachi) e idiomatici (entrambi i componenti non hanno significato letterale, per cui sono opachi). Una classificazione simile, basata sul tasso di opacità semantica, è quella di Laufer e Eliasson (1993) in verbi frasali semanticamente trasparenti, semanticamente semi-trasparenti (cioè trasparenti solo se messi in contesto) e semanticamente opachi. I verbi meno opachi, il cui significato è letterale, vengono preferiti dai coreani siccome corrispondono ai verbi seriali. Lo stesso fenomeno era già stato notato nei discenti di origine ebraica che imparano l'inglese L2 da Dagut e Laufer (1985), nei discenti cinesi di livello intermedio e avanzato e nei discenti catalani di inglese C1 secondo il CEFR in un test di traduzione (in particolare, questi ultimi hanno usato al 60% circa dei verbi frasali con significato letterale e al 40% circa dei verbi frasali con significato idiomatico).
You (1999) discute l'ipotesi del differenziale di marcatura (Markedness Differential Hypothesis, MDH) di Eckman (1977) applicata al coreano, spiegando che i verbi frasali in inglese sono sintatticamente più marcati dei verbi seriali coreani, per cui per i coreani i verbi frasali restano più difficili da imparare; l'ipotesi del differenziale di marcatura, nel campo dell'acquisizione delle lingue straniere, è contrapposta all'ipotesi dell'analisi contrastiva (Contrastive Analysis Hypothesis). In generale, l'Analisi degli Errori (Error Analysis) di Pit Corder, come tecnica di indagine nel campo dell'acquisizione linguistica, è insufficiente siccome non spiega i fenomeni di evitamento, evidenziati per primi da Schachter (1974).
Un'altra difficoltà dei verbi frasali, nel caso in cui siano acquisiti ascoltando input orale da parte di nativi, è la tendenza dei nativi a ridurre in fonetica le particelle avverbiali; dunque, il secondo membro dei verbi frasali tende a sfuggire alle orecchie dei discenti.
Inoltre, un'altra difficoltà è l'inserimento di un lungo oggetto all'interno di un verbo frasale "aperto e spezzato", per cui la particella avverbiale viene dislocata a fine frase: quando l'oggetto è lungo, se il verbo frasale non si spezza allora la frase è più semplice da processare cognitivamente; tuttavia, a volte con oggetti lunghi la particella è dislocata.
Infine, i verbi frasali sono diffusi in poche famiglie linguistiche, come le lingue germaniche e le lingue romanze (entrambe discendenti dal proto-indo-europeo), per cui sono diffusi in poche lingue (Celce-Murcia & Larsen-Freeman, 1999). Pertanto, nel caso in cui la lingua di partenza non abbia questo tipo di vocabolo o ne abbia una quantità limitata, è già in partenza più difficile imparare i verbi frasali per il discente siccome ha meno possibilità di fare perno su un trasferimento di conoscenza da L1 a L2; in altre parole, è più difficile che avvenga un transfer positivo da L1 a L2 (Kellerman, 1983) e, se avviene un transfer, è comunque possibile che porta il discente a fare errori di comprensione, per cui il transfer è negativo. Di contro, il transfer avviene più facilmente se per esempio il discente di inglese L2 parla tedesco L1; infatti, i parlanti di tedesco mostrano più verbi frasali nella loro produzione orale e scritta rispetto ai discenti di altre nazionalità e L1 (e.g., parlanti italiani, francesi e spagnoli). Siccome i verbi frasali hanno un significato a volte chiaro e a volte opaco, sono detti "imprevedibili". Secondo Sinclair (1996), i verbi frasali sono il "flagello del discente" (the scourge of the learner).
Una parlata colloquiale o una scrittura largamente priva di verbi frasali suona artificiosa a un parlante nativo, che invece usa i verbi frasali ad alta frequenza e con naturalezza, per cui i discenti di L2 devono imparare a usare correttamente grandi quantità di verbi frasali nella loro output e dunque farli entrare nel vocabolario attivo. Un discente di inglese L2 viene esposto in media a un verbo frasale ogni 150 parole (Gardner e Davies, 2007).
Mentre i discenti principianti di inglese L2 tendono a usare strategie evitanti per non usare i verbi frasali, man mano che la loro interlingua avanza i verbi frasali si fanno più frequenti all'interno della produzione orale e scritta e dunque nell'output linguistico. Quando l'interlingua raggiunge una fase avanzata, i verbi frasali sono frequenti laddove in passato il discente usava singole parole invece di espressioni multi-parola. In uno studio su parlanti svedesi di livello avanzato, l'uso dei verbi frasali era quasi pari a quello di un parlante nativo. Pertanto, l'avanzamento dell'interlingua diminuisce l'evitamento dei verbi frasali. Comunque, lo svedese è una lingua germanica, per cui il transfer positivo potrebbe avere influenzato il risultato.
L'acquisizione di L2 è fondamentalmente diversa da L1 non solo perché, nel caso di L2, il discente è già cognitivamente più maturo rispetto a quando è un bambino molto piccolo: nel caso di L1, l'input comprensibile è interamente naturale, mentre nel caso di L2 l'input con cui il discente entra in contatto deriva dall'ambiente e dal metodo di insegnamento.
In generale, i discenti di inglese che conoscono molti verbi frasali e dunque hanno tante singole unità lessicali già pronte e disponibili nella memoria a lungo termine procedurale sono più fluenti nella loro parlata. Secondo Ushigusa (2008), la conoscenza e uso delle sequenze formulaiche, inclusi dunque i verbi frasali, è direttamente collegata alla proceduralizzazione, intesa come automaticità del linguaggio: lo sviluppo di competenze nell'uso delle sequenze formulaiche infatti riduce i tempi di produzione linguistica e pianificazione linguistica. Glennis Pye (1996:  697) inoltre afferma che "i parlanti più fluenti possono essere identificati <dai parlanti nativi> come parlanti non-nativi in base al loro uso dei verbi frasali", ragion per cui i verbi frasali inoltre rendono la propria parlata molto naturale e che suona come quella di un nativo in base alle scelte lessicali.
Secondo uno studio svolto su studenti giordani, i discenti riescono a svolgere meglio i test a scelta multipla sui verbi frasali in base al loro anno accademico, per cui più è avanzato, più hanno conoscenze. Il genere dei partecipanti non ha mostrato influenze particolari sui risultati.
In generale, i discenti più avanzati in inglese tendono a usare di più i verbi frasali rispetto ai verbi formati da una sola parola, come ad esempio mostrato in una ricerca di Bootong (2015); per la precisione, lo studio indica come i discenti thailandesi di inglese L2 preferiscono i verbi singoli se sono principianti o intermedi, mentre usano con la stessa frequenza sia i verbi frasali che i verbi singoli se sono avanzati. Tuttavia, fenomeni evitanti sono comunque visti anche nei discenti avanzati, per cui quella individuata da Bootong è solo una mera tendenza.

#### Le opinioni dei discenti
Una ricerca di Góreczna (2020) ha indagato nello specifico che opinione hanno i discenti dei verbi frasali in inglese. In base all'analisi delle risposte di 550 studenti di scuola secondaria di Gdańsk, è emerso che 3/4 di loro credeva che i verbi frasali fossero piuttosto importanti, mentre il resto credeva che fossero di importanza nella media o inutili. I discenti che credevano fossero importanti nella media hanno fornito le seguenti motivazioni:
- sono inutili perché è possibile comunicare liberamente senza conoscerli (are useless since it is possible to communicate freely without knowing them) [6,5%]
- hanno i loro equivalenti inglesi che non sono verbi frasali, per cui imparare queste espressioni difficili da ricordare non è molto utile (have their English equivalents which are not phrasal verbs so learning these difficult to remember expressions is not very useful) [6,2%]
- non sono comunemente usati dai parlanti nativi, dunque conoscerli non influenza il livello di conoscenza generale della lingua inglese (are not commonly used by native speakers so knowing them does not influence the level of general knowledge of the English language) [2,4%]
- sono limitati nel loro uso siccome sono principalmente impiegati nel parlato e dai parlanti nativi, quindi impararli è scarsamente utile (are limited in their use as they are mainly employed in speaking and by native speakers so learning them is of little use) [1,3%]
- altre ragioni [other reasons] [1,3%]

A queste ragioni, si aggiungono altre ragioni fornite individualmente da un totale di 9 studenti:
- ci sono troppi verbi frasali ed è difficile ricordali (There are too many phrasal verbs and it is difficult to remember them) [3]
- i verbi frasali sono estremamente difficili da imparare, ricordare e usare (Phrasal verbs are extremely hard to learn, remember and use) [2]
- la gente finalmente scoperirà i loro significati da sola e inizierà a usarli (People will finally discover their meanings on their own and will start using them) [1]
- C'è troppo da imparare per il risultato finale (There is too much learning for the final result) [1]
- Sono principalmente usati dai parlanti nativi, aiutano nella comunicazione ma non sono indispensabili (They are mainly used by native speakers, they help in communication but they are not indispensable) [1]
- Non mi focalizzo su che tipo di verbo è, semplicemente lo uso (I do not focus on what kind of verb it is, I just use it) [1]

Di contro, i discenti che credevano che l'acquisizione dei verbi frasali fosse piuttosto importante hanno fornito le seguenti motivazioni, dalla più citata alla meno citata:
- migliora le abilità linguistiche (improves language skills) [26%]
- facilita la comunicazione naturale con gli stranieri (facilitates natural communication with foreigners) [24%]
- facilita la comprensione dell'ascolto (facilitates understanding of listening) [18%]
- facilita la comprensione dei testi, e.g., libri, articoli (facilitates understanding of texts, e.g., books, articles) [17%]
- facilita la comunicazione elettronica informale con gli stranieri (facilitates informal electronic communication with foreigners) [15%]

#### Verbi frasali polisemici
Secondo uno studio di Garnier e Schmitt (2016), i discenti non conoscevano tutti i significati dei verbi frasali polisemici nello studio (ne conoscevano in media il 40% di tutti quelli possibili) e, quando li conoscevano, conoscevano già quelli più ricorrenti e comuni. Fattori come l'opacità semantica, la conoscenza pregressa, l'immersione linguistica e gli anni di studio non avevano alcuna rilevanza. Di contro, i fattori rilevanti erano la ricorrenza alta di un particolare significato, il tempo speso a leggere ogni settimana (Free Voluntary Reading, FVR) e il tempo speso sui social media a settimana (questa attività, se svolta in inglese, insieme all'esposizione a input comprensibile e ai videogiochi online in lingua permette di acquisire e praticare l'inglese in modo informale e online. Tali attività sono indicate come "Online Informal Learning Of English", OILE).
Secondo uno studio di Zhang e Wen (2019) su discenti cinesi di livello intermedio e avanzato, i discenti conoscevano perlopiù il significato più comune dei verbi frasali polisemici rispetto a quello più raro e meno comune. I verbi usati nello studio inoltre erano i verbi frasali più diffusi in quanto erano 100 verbi estrapolati dalla PHaVe List di Garnier e Schmitt (2015). Pertanto, il risultato è analogo a Garnier e Schmitt (2016).
In uno studio su 60 discenti arabofoni di inglese L2, un gruppo di ricercatori ha sperimentato come si costruisce il vocabolario produttivo e recettivo in presenza di verbi frasali polisemici, cioè dotati di più significati in base al contesto. In generale, i partecipanti conoscevano almeno 1/3 dei 100 significati totali in modo attivo/produttivo/espressivo, ma solo metà di questi recettivamente. La conoscenza produttiva dei significati polisemici era più alta se la frequenza di apparizione del verbo frasale polisemico era più alta (corpus-derived frequency), seguita dall'opacità semantica bassa, dal fatto che il discente aveva già un buon livello di inglese e infine dal tempo speso dal discente a guardare film, video e televisione in inglese. La conoscenza dei significati polisemici recettiva/passiva era alta in condizioni simili, con la differenza che il tempo speso a esporsi a input comprensibile era sostituito dalla frequenza predetta delle particelle avverbiali.
Secondo uno studio thailandese, è presente una correlazione positiva tra la conoscenza dei verbi frasali polisemici in inglese e sia l'ampiezza del vocabolario totale di un discente che la conoscenza produttiva/attiva/espressiva in inglese. Inoltre, la conoscenza dei verbi frasali polisemici si sviluppa seguendo il trend generico con cui si sviluppa l'acquisizione del vocabolario in una L2 come confermato da numerosi studi (Jeensuk e Sukying, 2021; Laufer e Goldstein, 2004; Nation, 2013; Sukying e Nontasee, 2022; Zhang e Sukying, 2021). Infatti, secondo lo studio, in un primo momento la conoscenza dei vari significati è recettiva/passiva, per cui il discente riconosce i diversi significati all'interno dell'input linguistico orale e/o scritto; in un secondo momento, la conoscenza diventa attiva/produttiva/espressiva. Il risultato è in accordo con altre ricerche precedenti che mostrano come, nel contesto dei verbi frasali polisemici, la conoscenza recettiva è acquisita prima di quella passiva (Chodchoi, 2018; Demetriou, 2020; Gardner e Davies, 2007; Garnier e Schmitt, 2016; Kamarudin et al., 2019; Paugtes, 2020; Rumpanpetch, 2013; Sonbul et al., 2020; Zhang & Wen, 2019).
Un filone di ricerca è incentrato sulle strategie cognitive per descrivere e insegnare i verbi frasali polisemici e si basa sulla linguistica cognitiva e la teoria socio-culturale. Le basi di questo filone di ricerca nell'ambito dei verbi frasali polisemici sono la tesi di dottorato di Lindner, "A Lexico-Semantic Analysis of Verb-Particle Constructions with Up and Out" (1981) più gli studi di Morgan (1997), Gries (1999) e Hampe (2000). In particolare, Linden collega i verbi frasali allo "schema", che in modo molto semplificato si può definire come un'immagine mentale, una struttura alla base dei pattern di ragionamento e comprensione. Wang (2006) inoltre spiega il funzionamento di formazione semantica (e cioè del processo di costruzione di significato o "significazione") dei verbi frasali, con delle implicazioni sull'apprendimento; la sua teoria si basa sulla teoria della fusione concettuale (Conceptual Blending Theory o "Conceptual Integration Theory") di Fauconnier e Turner.

### Didattica dei verbi frasali
L'apprendimento o acquisizione dei verbi frasali fondamentalmente equivale all'apprendimento o acquisizione di vocabolario, per la precisione di espressioni multi-parola; queste parole, per quanto vengano classificate all'interno del vocabolario, in realtà si possono considerare una terza categoria a sé che è intermedia tra la grammatica e il vocabolario: infatti i verbi frasali, alla pari delle espressioni idiomatiche e simili, sono dei costrutti fissi con un contenuto semantico ma che hanno anche delle implicazioni e risvolti sul piano grammaticale (e.g., la dislocazione della particella avverbiale, che comunque è facoltativa: e.g., "Take the shoes off" e "Take off the shoes"). Pertanto, le sequenze formulaiche scardinano la dicotomia di Chomsky tra grammatica e vocabolario.
I verbi frasali in inglese L2 sono un tema complesso non solo per gli studenti, ma anche per il docente. Darwin e Gray (1999) spiegano che una strategia di apprendimento esplicito è quella di raggruppare i verbi frasali, per esempio in base alla particella avverbiale finale. Questa strategia, per quanto possa aiutare il ripescaggio dalla mente attraverso una classificazione (che dunque fornisce dei link nel lessico mentale), viene tuttavia bollata come poco d'aiuto dai due autori. Armstrong (2004) è d'accordo con loro siccome tali test non forniscono aiuto nella decodificazione del significato/contenuto semantico dei verbi frasali, specialmente quelli dal significato parzialmente opaco (verbi aspettuali) o totalmente opaco (verbi idiomatici); inoltre, i test in cui le frasi sono riscritte con la dislocazione della particella avverbiale sono applicabili solo con i verbi frasali transitivi, per cui possono reggere un complemento oggetto: se il verbo frasale è intransitivo, non solo è impossibile inserire un oggetto diretto, ma contemporaneamente è impossibile spostare la particella avverbiale.
Armstrong (2004), come strategia per insegnare i verbi frasali, spiega che il docente in primis deve avere una conoscenza profonda del funzionamento dei verbi frasali. Questa conoscenza profonda non si ottiene con i test tradizionali, basati sulla sintassi e per cui la frase si riscrive con la dislocazione della particella avverbiale o per cui, dato il verbo, si inserisce la particella avverbiale corretta. La conoscenza profonda del loro funzionamento, secondo Armstrong, si raggiunge se si studia la semantica/significato dei verbi frasali. La stessa classificazione di Armstrong dei verbi frasali (direzionali, aspettuali e idiomatici) in base a quanti elementi sono chiari o opachi a livello semantico fornisce una guida. Dopodiché, i verbi frasali che sono totalmente opachi si fanno studiare come una singola unità lessicale (cioè un blocco unico o chunk lessicale inanalizzato) siccome sono totalmente idiomatici; nel loro uso, si fa svolgere solo una traduzione diretta. Di contro, i verbi meno opachi si possono analizzare più a fondo. Secondo Armstrong, i verbi frasali idiomatici, in quanto totalmente opachi, sono acquisiti dai discenti e sedimentati nel lessico mentale come una singola unità lessicale, dunque un blocco unico o chunk lessicale inanalizzato.
Nassaji e Tian (2010) hanno scoperto che fare esercizi sui verbi frasali in coppia con un compagno invece che da soli porta a risultati maggiori; inoltre, il tempo totale di interazione tra discenti aumenta il risultato finale: negli esercizi sui verbi frasali basati sul cloze test, il tempo di interazione era breve siccome l'esercizio era snello, mentre negli esercizi basati sull'individuazione dei verbi frasali scorretti (i.e., particella avverbiale errata o parte verbale sbagliata) e la loro discussione e correzione l'interazione era molto più lunga e il lavoro era più analitico. Quest'ultimo esercizio, svolto in coppia, ha portato a risultati maggiori.
Un'altra strategia secondo Oe e Alam (2013) è quella di usare delle immagini per fare apprendere il significato di un verbo frasale, siccome affiancare il verbo frasale alla traduzione in L1. Dopodiché, i due studiosi hanno deciso di usare come test esercizi di collegamento del significato di un verbo frasale all'immagine corretta che lo descrive. Infatti i discenti, dopo lo svolgimento di questo tipo di esercizio con una forte componente visiva, erano più capaci di usare i verbi frasali in una conversazione. Di contro, i classici esercizi di scelta della parola corretta (gloss-choice questions) avevano un impatto minore sulla conversazione, mentre si limitavano a migliorare la capacità di collegamento di un verbo frasale con la traduzione in L1. Un limite di questo studio è la scarsa motivazione dei discenti, siccome le sessioni di studio dei verbi frasali non facevano parte del programma del loro corso universitario; inoltre, le sessioni di esercitazione programmata in classe avevano una durata troppo breve siccome dedicavano due minuti per ogni verbo frasale. li autori hanno anche suggerito di collegare i verbi frasali a fumetti e manga siccome hanno una componente visiva e di fare perno sia sulla ripetizione di verbi frasali vecchi e nuovi e su un numero non alto di verbi frasali per ogni sessione di studio. L'impatto positivo dell'uso di immagini affiancate al testo nell'insegnamento dei verbi frasali è stato confermato in uno studio su discenti iraniani, anche se la durata dello studio era limitata. Le immagini non solo migliorano l'apprendimento, ma aumentano la motivazione verso le L2 dei discenti, rendono le attività in classe più piacevoli e danno più informazioni per effettuare deduzioni sul significato dei vocaboli(Chu, 1996; Driscoll & Rowley, 1997; Sherry, 1996; Schriver, 1997; Wiedenbeck, 1999). Le immagini sono state usate anche in una ricerca in cui i verbi frasali venivano insegnati attraverso un approccio basato sulla linguistica cognitiva; le immagini servivano come aiuto visivo (visual aid) oltre alla traduzione, spiegazione del docente e frase esempio ed erano anche un mezzo per raggiungere un apprendimento vigoroso. Il gruppo che ha appreso i verbi frasali con questo approccio, rispetto al gruppo di controllo che ha usato un metodo tradizionalista e non basato sulle immagini, ha ottenuto risultati migliori nei test.
Una soluzione di White (2012) è quella di discutere il significato di ogni verbo frasale con i discenti e fargli disegnare un'illustrazione simbolica del verbo frasale. I disegni vengono poi condivisi tra discenti, per esempio con una sessione di presentazione e discussione dei disegni in classe. Nonostante il guadagno in abilità sia stato modesto per i partecipanti con questo approccio concettuale, i guadagni si sono manifestati per più di metà dei partecipanti.
Un'altra strategia secondo McCarthy e O’Dell (2007) è quella di memorizzare i verbi frasali come singole unità lessicali, ovvero dei chunk lessicali inanalizzati, usate in delle frasi esempio. Folse (2004) aggiunge che conoscere il significato delle singole parti di un verbo frasale non implica che il discente conosca bene il significato di tutto il verbo frasale dunque dell'intero composto. Pertanto, memorizzare a ruota i verbi frasali in base a liste e materiali che ne affrontano in modo verticale e esplicito il contenuto grammaticale in base alla particella avverbiale presente è meno efficace.
Un'altra strategia è fare apprendere i verbi frasali usati in contesti concreti e dunque in svariate frasi esempio. Infatti, se i verbi frasali sono decontestualizzati, l'utilizzo concreto è più difficile, per cui il vocabolario passivo/recettivo si sviluppa a scapito di quello attivo/produttivo/espressivo. In particolare, gli esempi concreti mostrano i collocati, tipicamente i complementi oggetti più diffusi che il verbo frasale può avere se è transitivo. Inoltre, le frasi esempio insieme ai verbi frasali si possono categorizzare in base al tema (e.g., viaggiare), per cui le frasi non sono scorrelate l'una dall'altra. Le frasi e contesti d'uso, invece che essere inventati dal docente o presi dal libro, possono essere direttamente dei materiali autentici: oltre ad avere la sicurezza che l'uso della lingua sia naturale, i materiali autentici sono più motivanti. Esempi di materiali autentici che si possono usare in didattica anche con dei piccoli adattamenti (didattizzazione) sono le pubblicità sui giornali, le ricette, i manuali di istruzione e le canzoni. Le prime frasi esempio per mostrare l'uso di un verbo frasale possono essere di difficoltà molto bassa e di lunghezza breve, per poi aumentare di difficoltà in modo graduale: i verbi frasali già in partenza rappresentano un argomento nuovo e complesso, per cui delle prime frasi esempio già difficili in partenza aumentano la difficoltà di apprendimento. Allo stesso modo, i dialoghi tra due o più persone contenenti verbi frasali possono essere in un primo momento semplici, brevi e contenenti pochi verbi frasali.
In generale, in un input di tipo scritto in cui i verbi frasali sono usati in contesto, evidenziare i verbi frasali con strategie di miglioramento tipografico, cioè "typographic enhancement" (e.g., l'uso del grassetto) permette un migliore apprendimento dei verbi frasali in contesto. Questa strategia è collegata all'ipotesi del noticing di Schmidt (2001), per cui qualcosa viene appreso solo se notato in modo esplicito. Il miglioramento tipografico è una delle strategie per dare salienza a qualcosa, come ad esempio un tratto morfologico o una sequenza formulaica/espressione multi-parola. II noticing inoltre aumenta il tempo di fissazione dell'occhio (eye fixation) sull'elemento evidenziato, in base alle ricerce sull'eye tracking. l miglioramento tipografico permette anche di apprendere meglio altre sequenze formulaiche (El-Dakhs et al., 2021; Sonbul e Schmitt, 2013; Toomer & Elgort, 2019), in particolare i collocati siccome sono meno salienti già in partenza (Toomer, Elgort e Coxhead, 2024). Sempre a livello tipografico, un testo che in presenza di verbi frasali contiene delle glosse esplicative permette un loro apprendimento migliore già durante la fase di lettura.
Siccome un verbo frasale è talvolta polisemico, il docente deve progressivamente insegnare tutti i significati siccome la polisemia porta a errori o problemi nell'interpretazione e traduzione dei verbi frasali. Di ogni significato, svariate frasi esempio indicano esempi d'uso e portano a comprendere meglio la differenza di significato in base al contesto (è proprio quest'ultimo a disambiguare il significato). Per esempio, "take off" ha tre significati: rimuovere/togliere (take off the shoes), lasciare/abbandonare (take off a person) e sottrarre (take off five pounds). Questa strategia è presentata in "Working with Words: a Guide to Teaching and Learning Vocabulary" di Gairns e Redman (1986), un libro seminale nel campo. Se serve, il problema della polisemia si può risolvere consultando un buon dizionario, il che presuppone delle buone abilità in partenza di consultazione del dizionario e che il dizionario sia di qualità (e.g., avere informazioni esaustive sui verbi frasali e contenere esempi d'uso).
In generale, rinforzare i materiali in un corso di lingua è fondamentale per imparare i verbi frasali. Infatti, limitarsi ai soli contenuti del libro di testo in programma è limitante perché non permette di contrastare le strategie evitanti nei discenti nel momento in cui producono output linguistico. Inoltre, la costanza nell'insegnamento esplicito in classe ha un effetto rinforzante. Ma siccome il tempo in classe è limitato, è necessario spingere contestualmente i discenti a esporsi il più possibile alla lingua straniera contenente i verbi frasali. Pertanto, attività da svolgere fuori dalla classe come la lettura libera volontaria (Free Voluntary Reading, FVR) o addirittura videogiocare online in lingua straniera (Online Informal Learning Of English, OILE) permettono di acquisire maggiormente la lingua inglese e i verbi frasali e di entrare costantemente in contatto con essi. Per quanto il Free Voluntary Reading sia praticato fuori dalla scuola e dunque in contesto extracurriculare, un docente può predisporre sessioni di FVR in classe e usare relative soluzioni e tecniche sempre direttamente in classe.
Una considerazione di Thornsbury (2002) è quella non solo di insegnare i verbi frasali in contesto, ma anche quella di presentarne pochi per volta per permettere un'acquisizione di successo. Infatti, un numero eccessivo di verbi frasali in una sola lezione e/o sessione di studio è un sovraccarico, a cui si aggiunge la difficoltà intrinseca di svariati verbi frasali.
Sempre Thornsbury (2002) sostiene che il docente deve evitare spiegazioni complesse. In generale, è anche una buona prassi evitare spiegazioni troppo lunghe.
Gardener e Davis (2007) aggiungono che il docente deve pianificare la lista di verbi frasali insegnare volta per volta, per cui non è sufficiente pianificare il numero. Infatti, i verbi frasali non sono tutti utilizzati con la stessa frequenza. Pertanto, il docente dovrebbe dare priorità ai verbi frasali più diffusi, per cui sono insegnati per primi. Esistono svariate liste online di verbi frasali più diffusi, affiancate a varie ricerche scientifiche su quali siano; queste ricerche sono basate su corpora di inglese di vario tipo (e.g., linguaggio parlato, linguaggio scritto accademico ecc.). In particolare, Mélodie Garnier e Richard Schmitt (2015) hanno estrapolato la lista dei 150 verbi frasali più diffusi in base a un corpus che unisce il linguaggio parlato e il linguaggio scritto accademico; la lista è stata chiamata PHrasal VErb Pedagogical List (PHaVE List) e copre oltre il 75% delle occorrenze di verbi frasali nel Corpus of Contemporary American English (COCA), un corpus molto vasto. Il sito ufficiale di Schmitt offre anche altre versioni della lista (e.g., la lista senza definizioni e la lista in ordine puramente alfabetico). Garnier aggiunge che i 150 verbi frasali più diffusi sono quasi tutti polisemici, ma in media è sufficiente imparare due significati per riuscire a capire 3/4 di essi; inoltre, aggiunge anche che la lettura libera volontaria (FVR) permette di acquisire i 150 verbi frasali più diffusi: più ore vengono spese a settimana, più i risultati sono migliori. Questo risultato trovato da Schmitt e Redwood (2011) è infatti stato confermato da Garnier (2016). Simili risultati positivi legati alla lettura libera volontaria sono stati osservati anche nell'acquisizione dei collocati (González Fernández e Schmitt, 2015; Macis e Schmitt, 2016b). Inoltre, l'insegnamento esplicito del vocabolario invece che incidentale permette risultati maggiori oltre che lo sviluppo del vocabolario produttivo invece che recettivo; l'insegnamento esplicito si può usare in particolare proprio con i verbi frasali più diffusi in quanto sono i più importanti a livello sia di ricezione che di uso e si può alternare all'insegnamento implicito/incidentale, siccome è comunque impossibile insegnare tutto il vocabolario di una L2 (sequenze formulaiche incluse) in modo esplicito a causa della sua vastità. Thyab (2019) puntualizza che in primis il docente deve avere familiarità con i verbi frasali più diffusi, per cui può insegnare il loro significato e svolgere esercizi su di essi. Secondo Garnier e Schmitt, le liste pubblicate in precedenza (Gardner and Davies, 2007; Liu, 2011) sono problematiche siccome non tengono conto dell'eventuale polisemia dei verbi frasali più diffusi; questo punto di debolezza è critico, siccome i verbi frasali in media hanno 5,6 significati diversi, di cui alcuni molto diffusi e altri molto di meno e dunque più periferici. Esistono anche ricerche sui verbi frasali più diffusi in un determinato contesto: ad esempio, Trebits (2009) ha ricercato i verbi frasali più diffusi in documenti rappresentativi dell'Unione Europea, che formavano un corpus di circa 200.000 parole detto "Corpus of EU English" (CEUE). Trebits ha scoperto che i 25 verbi frasali più diffusi rappresentavano oltre il 60% dei verbi frasali totali presenti nei documenti UE all'epoca e sono analoghi alla diffusione dei verbi frasali nel linguaggio accademico; il paper contiene anche delle implicazioni pedagogiche sulla base dei risultati per insegnare l'"EU English", cioè l'inglese usato dall'Unione Europea, utile negli studi di relazioni internazionali, diplomazia, scienze politiche internazionali e simili. Un simile uso dei corpora fa capo all'insegnamento dell'inglese per usi specifici (English for Specific Purposes), come spiega Mudraya (2006). Le liste di verbi frasali più diffusi estratti dai corpora si possono affiancare ai dizionari di inglese, inclusi quelli specialistici e focalizzati sui verbi frasali: infatti, queste liste permettono di superare un punto di debolezza anche dei dizionari di verbi frasali, cioè quello di raccogliere un numero eccessivo e alla rinfusa di verbi frasali. Dunque, i dizionari specialistici raccolgono numerosi verbi frasali poco usati mescolati a un numero più piccolo di verbi frasali molto ricorrenti.
Nel caso dei verbi frasali polisemici, è utile insegnare per primi i significati più diffusi e in un secondo momento quelli più rari in quanto sono meno frequenti e meno utili nell'immediato.
Hasbún (2005) inoltre spiega che i discenti devono sapere e tenere a mente che i verbi frasali sono importanti in quanto sono largamente usati dai parlanti di inglese nativi, oltre che un fattore che rende fluente la parlata di un discente siccome il discente stesso può fare perno su un vasto numero di unità lessicali preconfezionate già pronte nella memoria a lungo termine. Pertanto, in modo indiretto, suggerisce che la motivazione intrinseca per acquisirli bene è legata al fatto che, una volta acquisiti nel vocabolario passivo e attivo, aumentano sia la comprensione di pressoché ogni testo in L2 che la naturalezza e fluenza del proprio parlato. Dunque, questa nozione nella mente dei discenti porta alla motivazione. Il bisogno di spiegare ai discenti che i verbi frasali sono molto usati dai parlanti nativi è ribadito anche da Thyab (2019).
La motivazione non solo aumenta se il docente fa capire ai discenti l'utilità e importanza dei verbi frasali e se si usano materiali autentici, ma anche se i topic trattati dai materiali sono di forte interesse per i discenti (e.g., tecnologia e videogiochi). Pertanto, il docente può personalizzare; in caso di classi numerose, come soluzione di compromesso si possono formare dei gruppi di interesse, per cui il docente personalizza per un numero ristretto di gruppi.
È altresì importante spingere l'autonomia del discente nell'apprendimento o acquisizione dei verbi frasali sia per permette lo studio anche individuale che per aumentare l'autostima nelle L2 e diminuire l'ansia verso le lingue straniere.
Wood (2009) infine aggiunge che è necessaria molta ripetizione e molta pratica per rendere i verbi frasali parte della memoria procedurale, per cui per esempio si possono ripassare (tramite flashcard o esempi d'uso concreti) con la ripetizione dilazionata a intervalli crescenti per poi usare nell'output scritto o parlato (a meno che si ricercano nuovi esempi d'uso concreti). La pratica costante è anche spinta dal docente siccome una buona prassi è quella di esporre i discenti a vecchi e nuovi verbi frasali molto spesso se non ogni lezione; all'interno di una singola lezione, un verbo frasale può essere usato più volte all'interno dell'input comprensibile orale e scritto fornito. Il docente può anche spingere i discenti a usare i verbi frasali nell'input con numerose sessioni di produzione orale, fermo restando che la produzione forzata di output può innescare ansia verso le lingue straniere, e facendo numerosi esercizi scritti centrati sul vocabolario e sequenze formulaiche.
Brenes (2018) in un suo studio basato sull'osservazione di discenti in un corso d'inglese ha indicato che l'assenteismo in classe ha provocato un ostacolo nell'apprendimento in generale, per cui quest'ultimo ha ricadute anche sull'acquisizione dei verbi frasali specialmente se è una parte preponderante del corso.
Un altro limite secondo Esquivel (2000) è il fatto che già in partenza molti docenti credono che sia inutile insegnare i verbi frasali in classe; i docenti sono anche consapevoli della difficoltà intrinseca dei verbi frasali. Come soluzione, i docenti in primis devono diventare consapevoli dell'importanza dei verbi frasali per suonare come un nativo durante la produzione di output, oltre al fatto che migliorano la comprensione di numerosi materiali autentici e permettono di raggiungere un livello alto in inglese. In tal modo, i docente stessi possono sia iniziare a insegnare sistematicamente e in modo pianificato i verbi frasali e passare questa consapevolezza ai discenti e motivarli. Wood (2009) aggiunge che la difficoltà intrinseca di un argomento linguistico, come ad esempio i verbi frasali, non deve scoraggiare il docente: al contrario, la difficoltà intrinseca è una motivazione e una spinta per affrontare in modo serio e sistematico un argomento linguistico difficile in classe.
A margine, due temi fondamentali dell'acquisizione del vocabolario (incluse le sequenze formulaiche) sono l'insegnamento esplicito e implicito del vocabolario: nel primo tipo, le parole e espressioni sono insegnate in modo verticale, con spiegazioni esaustive e sono fatte apprendere tramite lo svolgimento di esercizi focalizzati sulla conoscenza e uso corretto del vocabolario e la ripetizione dilazionata a intervalli crescenti con le flashcard virtuali. Inoltre, viene fatto un uso sistematico e pesante dei dizionari cartacei o online. Nell'insegnamento implicito, i vocaboli vengono fatti acquisire senza spiegazioni verticali che focalizzano il discente sul vocabolo e sulle sue informazioni sull'uso, ma tramite l'esposizione a input comprensibile in classe e a casa (e.g., lettura libera volontaria svolta soprattutto in modo estensivo), i metodi orientati all'immersione linguistica e la deduzione del significato in base al contesto e alle parole già note nel testo. L'insegnamento esplicito porta alla formazione del vocabolario attivo/produttivo/espressivo, mentre l'insegnamento implicito porta alla formazione del vocabolario passivo. I due metodi si possono alternare: in particolare, l'insegnamento esplicito si può applicare ai vocaboli più importanti e/o più diffusi (e.g., la PHaVE List di Garnier e Schmitt), mentre l'insegnamento implicito si può usare con i vocaboli meno importanti e/o più rari. Questo risultato è confermato nell'ambito dei verbi frasali da Chévez Herra (2013), che in più aggiunge che i verbi frasali più usati nell'output erano quelli il cui significato era più chiaro, più trasparente e meno opaco; gli altri erano meno usati in quanto meno chiari, più figurati, più idiomatici e dunque più difficili a livello semantico.
Un'altra dicotomia è quella tra gli esercizi di riempimento sui verbi frasali focalizzati sui verbi e focalizzati sulla particella: nei primi, è disponibile la particella avverbiale (cioè il secondo membro del composto) e il discente deve capire il verbo corretto (cioè il primo membro del composto), mentre nei secondi è indicato il verbo/primo membro e il discente deve capire la particella avverbiale corretta/secondo membro. Secondo uno studio, gli esercizi focalizzati sulla particella (particle-focused exercices) sono più efficaci ad aiutare la memorizzazione e il ripescaggio/richiamo dalla mente dei verbi frasali rispetto agli esercizi focalizzati sul verbo (verb-focused exercices). Gli autori hanno contestualmente notato che la particella avverbiale crea più difficoltà del verbo ed è l'elemento su cui puntare maggiormente il focus: infatti, la particella crea più confusione rispetto al verbo in quanto le particelle cambiano drasticamente il significato del verbo frasale con cui sono accoppiate, inoltre anche le particelle avverbiali sono polisemiche. Le due osservazioni, per cui gli esercizi di riempimento in cui manca l'elemento più confusionario del verbo frasale (particle-focused) permettono una loro migliore memorizzazione, sono collegate. L'esposizione costante e la pratica costante permettono infine di cristalizzare e cementificare i risultati nela memoria a lungo termine. Inoltre, l'esercizio focalizzato sulla particella diminuisce l'interferenza proattiva (Proactive Interference, PI), un concetto appartenente alla teoria dell'interferenza (Interference Theory) per cui una nuova informazione rende un'informazione vecchia più difficile da richiamare alla memoria. Lo stesso studio ha confermato l'ipotesi del ricordo episodico (Episodic Recollection Hypothesis): il discente si ricorda meglio la particella avverbiale se si ricorda la prima particella avverbiale che ha dedotto in passato, per cui fa perno sulla memoria a lungo termine dichiarativa di tipo episodico (contrapposta a quella semantica). L'ipotesi del ricordo episodico afferma che la sensazione di conoscenza (Feeling Of Knowledge, FOK) e l'accuratezza di un'informazione derivano dall'accesso nella memoria dicharativa episodica all'episodio originale e dunque al contesto in cui una persona ha appreso un'informazione per la prima volta (Brewer et al., 2010; Hertzog et al., 2010; Hicks and Marsh, 2002; Souchay et al., 2007; Thomas et al., 2011). La psicologia cognitiva non dà un quadro interamente negativo della deduzione errata del significato di una parola: le deduzioni errate, oltre a giocare un ruolo nell'ipotesi del ricordo episodico, sono ricorrenti nel momento in cui il discente impara dai propri errori tramite i feedback (Trial and Error, Learn From Mistakes); addirittura, offrirsi di fare errori è collegato a una curiosità di conoscere la risposta corretta invece di studiare verticalmente le parole e il loro significato. Se il significato è errato, il discente non ha necessariamente una risposta emotiva negativa, ma potrebbe sentirsi sorpreso (Potts e Shanks, 2014). È dunque un comportamento esplorativo, laddove il fare errori non porta all'ansia verso le lingue straniere, a una scarsa voglia di comunicare (Willingness To Communicate, WTC) e a una bassa autostima nell'acquisizione delle lingue straniere.
Un'ultima dicotomia è tra esercizi di riempimento sui verbi frasali in cui si chiede di richiamare alla memoria un solo elemento del verbo frasale (il verbo o la particella avverbiale) o tutto il verbo frasale; in quest'ultima tipologia di esercizio, lo spazio da riempire può essere interamente bianco o avere solo la prima lettera come piccolo suggerimento. Secondo una ricerca di Boers et al. (2017), quest'ultimo tipo di esercizio ha portato a dei migliori risultati nella memorizzazione dei verbi frasali. Il risultato deriverebbe dal fatto che tali esercizi portano a trattare il verbo frasale proprio come un singolo composto unitario. Il risultato è stato confermato da Ferguson et al. (2021).
L'uso degli schemi ("image-schema") nella didattica dei verbi frasali polisemici è stato testato da Morimoto e Loewen (2007) e paragonato a una didattica di stampo tradizionale; i risultati erano identici eccetto in un caso, in cui la didattica basata sugli schemi (instruction–image-schema based instruction, ISBI) e dunque sulla linguistica cognitiva ha portato a risultati superiori. Un approccio basato sulla linguistica cognitiva è stato usato anche da Shen (2002), Yasuda (2010) e Wei (2014) con esiti positivi.
Una ricerca è stata svolta da Ansar (2024) sul priming come tecnica di apprendimento implicito per insegnare i verbi frasali.
Infine, un'ultima ricerca è stata svolta da Alhujaylan (2025) sull'uso di un'app telefonica per imparare i verbi frasali e dunque sull'impatto del Mobile-Assisted Language Learning (MALL) nell'apprendimento di questa caratteristica specifica della lingua inglese. In base al gruppo di controllo, il gruppo di discenti che ha usato l'app per supportare il proprio percorso di apprendimento ha ottenuto risultati migliori, per cui un docente può anche pianificare l'uso di tecnologie didattiche MALL per promuovere l'apprendimento dei verbi frasali. In particolare, il cellulare è un oggetto molto snello, diffuso, conveniente e facile da usare, per cui è adatto in particolare a svolgere la ripetizione dilazionata a intervalli crescenti tramite le app di flashcard per migliorare la memorizzazione e promuovere la neurogenesi; il cellulare è anche utilizzabile per consultare dizionari virtuali di verbi frasali.

### L'acquisizione nell'inglese L1
Secondo l'ipotesi dell'isola verbale (Verb-Island Hypothesis) di Tomasello (1992), l'acquisizione dei verbi della L1 da parte dei bambini molto piccoli avviene attraverso la formazione di chunk, cioè di pezzettoni di lingua, e non tramite l'assimilazione di regole o processi creativi. Inoltre, la formazione del vocabolario per chunk avviene gradualmente e pezzo per pezzo, come un mosaico, man mano che il bambino viene esposto alla lingua sotto forma di input comprensibile. Questa teoria, che ha dei detrattori, è in linea con la teoria della Gestalt: le costruzioni nei bambini molto piccoli sono in un primo momento intese come dei chunk, per cui tutti i membri che compongono il chunk sono inseparabili e fusi tra loro. Dunque, le prime espressioni verbali nei bambini non sono basate sulla conoscenza e padronanza delle regole grammaticali astratte, ma un inventario scarsamente organizzato di chunk. Nella parlata dei bambini inglesi che acquisiscono l'inglese L1, le preposizioni sono vocaboli salienti per i bambini siccome ancorano spazio e movimento, in cui i bambini sono immersi, e siccome si ritrovano spesso nella parlata degli adulti. Pertanto, quando i bambini formano le loro primissime frasi formate da una sola parola (olofrasi), oltre a parole come "mamma, papà" usano le preposizioni e particelle avverbiali come "up, down, on, off"; queste parole sono dette "parole di evento dinamico" (Dynamic Event Words) o "satelliti" (Satellites) e fanno parte della prima ventina di vocaboli in inglese imparati (Brown, 1973). Molte di queste parole, a livello di significato, corrispondono ai verbi frasali in inglese, che però vengono acquisiti in un secondo momento anche perché sono strutture più complesse (e.g., sono composte da due parole, per cui hanno più elementi). Quando i bambini sono esposti a verbi frasali nell'input comprensibile ricevuto dai genitori, le preposizioni sono acquisite per prima rispetto ai verbi siccome si trovano in ultima posizione, il che le rende salienti (Slobin, 1973; Smiley & Huttenlocher, 1995). Inoltre, parole come "up, down" hanno un forte carico semantico/di significato, per cui sono dette "parole colorate"; Tomasello per questo motivo le considera "quasi-verbi" (Verb-Like).
Dopo una prima fase in cui la parlata è caratterizzata da frasi olofrastiche formata da parole di evento dinamico o "satelliti", Secondo uno studio su una parlante L1 da 11 mesi a 3 anni e 10 mesi (cioè 3;10 anni) osservata tramite il database CHILDES, nella seconda frase il bambino che parla inglese L1 mostra una struttura "oggetto+preposizione" (e.g., "train down" significa "the toy train has fallen down"). Le frasi prodotte si riferiscono allo stesso tipo di argomenti di cui il bambino parlava quando ancora produceva le olofrasi.
Nella terza fase, intorno a un anno e tre mesi, compaiono i primi verbi frasali completi. La frequenza di comparsa di un verbo frasale all'interno dell'input dei genitori influenza il processo di acquisizione da parte del bambino.